# Олександр Дідушицький (каштелян)
Олександр Дідушицький (пол. Aleksander Dzieduszycki (kasztelan), нар. близько 1600 р. — помер 1653 р.) — гербу Сас, каштелян любачівський у 1646—1653 роках. Син Юрія Дідушицького (Єжи Дзедушицький). Він одружився з Ганною Чурило (донькою стольника сяноцького Миколи Чурила), з якою він мав синів Миколу і Яна Францішка. Власник маєтку в Сніткові.